# 시므온 니게르
시므온 니게르(공동번역, 개신교)는 신약성경의 사도행전에 등장하는 사람으로, 사도행전 13:1에서 "안티오키아 교회"에 있는 "예언자와 교사"들 중 하나로 언급된다.
그 때 안티오키아 교회에는 예언자와 교사 몇 사람이 있었는데 그들은 바르나바와 니게르라고 불리는 시므온과 키레네 사람 루기오와 영주 헤로데와 함께 자라난 마나엔과 사울이었다.— 행 13:1, 공동번역

그의 애칭인 니게르는 "검은색"이라는 의미로, 아프리카 출신의 검은 안색을 빗대어 쓰는 표현이다.